# Claudia Rosett
Claudia Rosett (29 de mayo de 1955-27 de mayo de 2023) fue una escritora y periodista estadounidense. Periodista residente en la Foundation for the Defense of Democracies (Fundación para la Defensa de las Democracias), un think-tank con base en Washington D. C., ha sido redactora para The Wall Street Journal, y escribe una columna semanal en Forbes, blogs para Pajamas Media, y participa como invitada en programas de radio y televisión.

## Antecedentes
Rosett obtuvo su B.A. en Inglés en la Universidad Yale en 1976, un M.A. en Inglés en la Universidad de Columbia en 1979, y un MBA en la Universidad de Chicago en 1981.
Se unió a The Wall Street Journal en 1984, convirtiéndose en la editora del página editorial de The Asian Wall Street Journal en 1986. En 1992 se mudó a India y luego a Moscú en 1993, primeramente como reportera de The Wall Street Journal, y luego como jefa de la oficina en Moscú, antes de tomarse un descanso en 1996. En 1997 regresó a Nueva York donde formó parte del consejo editorial del periódico hasta 2002. Escribió regularmente una columna llamada “The Real World” para The Wall Street Journal Europe y Opinionjournal.com desde julio de 2000 hasta diciembre de 2005.
En 1990 recibió una Mención por Excelencia del Overseas Press Club en reconocimiento por su reportaje en escena de las Protestas de la Plaza de Tian'anmen de 1989. En 1994, publicó la historia completa de los campos de trabajo norcoreanos en el lejano oriente ruso, reportando directamente desde los mismos.
Rosett ha escrito para National Review, The New York Times, The Philadelphia Inquirer, USA Today, Commentary, The New Republic y The Weekly Standard, entre otros.

## Sobre las Naciones Unidas
Rosett critica frecuentemente a las Naciones Unidas. En 2004 y 2005, escribió una serie de artículos exponiendo la corrupción en el programa de la ONU de Petróleo por alimentos.  Como redactor del U.S. News an World Report, Michael Barone explicó:
A partir del reportaje de Claudia Rosett en The Wall Street Journal, hemos advertido que el programa de las Naciones Unidas de Petróleo por alimentos es una estafa del orden de los 21 billones de dólares – donde el dinero supuestamente destinado para los iraquíes que sufren de hambre se ha estado desviando a los bolsillos de Saddam Hussein y sus lacayos, coimas para empresas rusas y francesas y, evidentemente, al mismo hombre a cargo de las Naciones Unidas, Benon Seyan. Por su trabajo, Rosett fue honrada con el Eric Breindel Award for Excellence in Opinion Journalism y con el premio “Mightier Pen” del Center for Security Policy.ref>
and a "Mightier Pen" award from the Center for Security Policy.
Entre junio y julio del 2006, Rosett cubrió el juicio de Tongsun Park a través de su blog en la página web del National Review.